# Classe Pullino
La classe Pullino era una classe di sommergibili della Regia Marina, costruiti in due esemplari ed entrati in servizio a partire dal 1912.

## Unità
La classe era composta da due unità:
- Giacinto Pullino
- Galileo Ferraris

Il Pullino s'incagliò sulle coste dalmate il 29 giugno 1916 (in quell'occasione fu catturato Nazario Sauro, pilota del sommergibile); disincagliato dagli austriaci, affondò durante il rimorchio. Recuperato, fu demolito nel 1931.
Il Ferraris, dopo varie missioni infruttuose, s'incagliò alle foci del Po il 27 novembre 1917 e, recuperato nel gennaio 1918, non tornò più in servizio. Impiegato in Mar Rosso per la pesca delle perle da parte di un ex ufficiale di Marina, fu poi demolito.